# Oopristus tayfursokmeni
Oopristus tayfursokmeni is een vliesvleugelig insect uit de familie Torymidae. De wetenschappelijke naam is voor het eerst geldig gepubliceerd in 2010 door Tarla & Doganlar.